# Saison 2008 von Super 14
Die Saison 2008 war die dritte Ausgabe von Super 14, einem Rugby-Union-Wettbewerb mit 14 Franchise-Mannschaften aus Australien, Neuseeland und Südafrika (von 1996 bis 2005 hieß der Wettbewerb Super 12).
Die Saison begann am 15. Februar 2008 und endete mit dem Finale am 31. Mai 2008. Es wurden insgesamt 94 Spiele ausgetragen, wobei jede Mannschaft eine Round Robin gegen die 13 anderen Mannschaften austrug. Es folgten zwei Halbfinalspiele und schließlich das Finale. Meister wurden zum siebten Mal die Crusaders aus der neuseeländischen Stadt Christchurch.

## Ergebnisse

### Tabelle
M = Amtierender Meister
|     | Team             | Spiele | Siege | Unent. | Ndlg. | Spiel- punkte | Diff. | Bonus- punkte | Tabellen- punkte |
| --- | ---------------- | ------ | ----- | ------ | ----- | ------------- | ----- | ------------- | ---------------- |
| 01. | Crusaders        | 13     | 11    | 0      | 2     | 369:176       | + 193 | 8             | 52               |
| 02. | NSW Waratahs     | 13     | 9     | 1      | 3     | 255:186       | + 69  | 5             | 43               |
| 03. | Sharks           | 13     | 9     | 1      | 3     | 271:209       | + 62  | 4             | 42               |
| 04. | Hurricanes       | 13     | 8     | 1      | 4     | 310:204       | + 106 | 7             | 41               |
| 05. | Stormers         | 13     | 8     | 1      | 4     | 269:211       | + 58  | 7             | 41               |
| 06. | Blues            | 13     | 8     | 0      | 5     | 354:267       | + 87  | 8             | 40               |
| 07. | Chiefs           | 13     | 7     | 0      | 6     | 348:349       | − 1   | 6             | 34               |
| 08. | Western Force    | 13     | 7     | 0      | 6     | 247:278       | − 31  | 4             | 33               |
| 09. | Brumbies         | 13     | 6     | 0      | 7     | 277:317       | − 40  | 6             | 30               |
| 10. | Bulls (M)        | 13     | 6     | 0      | 7     | 324:347       | − 23  | 4             | 28               |
| 11. | Highlanders      | 13     | 3     | 0      | 10    | 257:338       | − 81  | 7             | 19               |
| 12. | Queensland Reds  | 13     | 3     | 1      | 9     | 258:323       | − 65  | 4             | 18               |
| 13. | Central Cheetahs | 13     | 1     | 0      | 12    | 255:428       | − 173 | 9             | 13               |
| 14. | Lions            | 13     | 2     | 1      | 10    | 206:367       | − 161 | 2             | 12               |

Die Punkte werden wie folgt verteilt:
- 4 Punkte bei einem Sieg
- 2 Punkte bei einem Unentschieden
- 0 Punkte bei einer Niederlage (vor möglichen Bonuspunkten)
- 1 Bonuspunkt für vier oder mehr erfolgreiche Versuche, unabhängig vom Endstand
- 1 Bonuspunkt bei einer Niederlage mit weniger als sieben Punkten Unterschied

### Halbfinale
| 24. Mai 2008 | Crusaders | 33 : 22        | Hurricanes | AMI Stadium, Christchurch Zuschauer: 18.000 Schiedsrichter: Stuart Dickinson (Australien) |
| 24. Mai 2008 | Versuche: MacDonald (2) 38. erh., 53. erh. Read 66. erh. Erhöhungen: Carter (3/3) Straftritte: Carter (4/4) 5., 15., 55., 72. | (13:8) Bericht | Versuche: Guildford 2. n.erh. Thrush 78. erh. Tialata 79. erh. Erhöhungen: Gopperth (1/1) Collins (1/1) Straftritte: Weepu (1/1) 34. | AMI Stadium, Christchurch Zuschauer: 18.000 Schiedsrichter: Stuart Dickinson (Australien) |

| 24. Mai 2008 | NSW Waratahs | 28 : 13        | Sharks | Sydney Football Stadium, Sydney Zuschauer: 37.378 Schiedsrichter: Bryce Lawrence (Neuseeland) |
| 24. Mai 2008 | Versuche: Tuqiri 26. erh. Horne 30. n.erh. Beale 41. n.erh. Burgess 45. n.erh. Erhöhungen: Beale (1/4) Straftritte: Beale (1/3) 18. Dropgoals: Beale (1/1) 78. | (15:6) Bericht | Versuche: Burden 71. erh. Erhöhungen: Kockott (1/1) Straftritte: Steyn (1/1) 38. Dropgoals: Pienaar (1/2) 3. | Sydney Football Stadium, Sydney Zuschauer: 37.378 Schiedsrichter: Bryce Lawrence (Neuseeland) |

### Finale
| 31. Mai 2008 | Crusaders                                                                                             | 20 : 12         | NSW Waratahs                                                     | AMI Stadium, Christchurch Zuschauer: 26.000 Schiedsrichter: Mark Lawrence (Südafrika) |
| 31. Mai 2008 | Versuche: Tuiali’i 38. n.erh. Straftritte: Carter (4/5) 4., 33., 46., 74. Dropgoals: Carter (1/2) 71. | (11:12) Bericht | Versuche: Turner (2) 8. n.erh., 25. erh. Erhöhungen: Beale (1/2) | AMI Stadium, Christchurch Zuschauer: 26.000 Schiedsrichter: Mark Lawrence (Südafrika) |

| 15                 | Leon MacDonald   |                  |
| 14                 | Kade Poki        |                  |
| 13                 | Casey Laulala    |                  |
| 12                 | Tim Bateman      |                  |
| 11                 | Scott Hamilton   |                  |
| 10                 | Daniel Carter    |                  |
| 09                 | Andrew Ellis     |                  |
| 08                 | Mose Tuiali’i    |                  |
| 07                 | Richie McCaw (c) |                  |
| 06                 | Kieran Read      |                  |
| 05                 | Ali Williams     |                  |
| 04                 | Brad Thorn       | 56. bis 66.′ 77. |
| 03                 | Greg Somerville  |                  |
| 02                 | Ti’i Paulo       |                  |
| 01                 | Wyatt Crockett   | 77.              |
| Auswechselspieler: |                  |                  |
| 16                 | Steve Fualau     |                  |
| 17                 | Ben Franks       | 77.              |
| 18                 | Reuben Thorne    | 77.              |
| 19                 | Nasi Manu        |                  |
| 20                 | Kahn Fotuali’i   |                  |
| 21                 | Stephen Brett    |                  |
| 22                 | Sean Maitland    |                  |
| Trainer:           |                  |                  |
| Robbie Deans       |                  |                  |

| 15                 | Sam Norton-Knight |     |
| 14                 | Lachlan Turner    |     |
| 13                 | Rob Horne         |     |
| 12                 | Tom Carter        | 67. |
| 11                 | Lote Tuqiri       |     |
| 10                 | Kurtley Beale     | 57. |
| 09                 | Luke Burgess      | 75. |
| 08                 | Wycliff Palu      |     |
| 07                 | Phil Waugh (c)    | 77. |
| 06                 | Rocky Elsom       |     |
| 05                 | Dan Vickerman     |     |
| 04                 | Dean Mumm         | 77. |
| 03                 | Al Baxter         | 70. |
| 02                 | Tatafu Polota-Nau | 66. |
| 01                 | Benn Robinson     |     |
| Auswechselspieler: |                   |     |
| 16                 | Adam Freier       | 66. |
| 17                 | Matt Dunning      | 70. |
| 18                 | Will Caldwell     | 77. |
| 19                 | Beau Robinson     | 77. |
| 20                 | Brett Sheehan     | 75. |
| 21                 | Matt Carraro      | 57. |
| 22                 | Timana Tahu       | 67. |
| Trainer:           |                   |     |
| Ewen McKenzie      |                   |     |

## Statistik

### Meiste erzielte Versuche
|    | Spieler          | Mannschaft       | Versuche |
| -- | ---------------- | ---------------- | -------- |
| 1. | Lelia Masaga     | Chiefs           | 8        |
| 2. | Ma’a Nonu        | Bulls            | 7        |
| 2. | Jongikhaya Nokwe | Central Cheetahs | 7        |
| 2. | Akona Ndungane   | Hurricanes       | 7        |
| 5. | Stephen Donald   | Chiefs           | 6        |
| 5. | Fetuʻu Vainikolo | Highlanders      | 6        |
| 5. | Jacques Botes    | Sharks           | 6        |
| 5. | Odwa Ndungane    | Sharks           | 6        |
| 5. | Wycliff Palu     | NSW Waratahs     | 6        |
| 5. | Lachlan Turner   | NSW Waratahs     | 6        |

### Meiste erzielte Punkte
|    | Spieler        | Mannschaft   | Punkte |
| -- | -------------- | ------------ | ------ |
| 1. | Daniel Carter  | Crusaders    | 154    |
| 2. | Stephen Donald | Chiefs       | 153    |
| 3. | Nick Evans     | Blues        | 150    |
| 4. | Peter Grant    | Stormers     | 117    |
| 5. | Kurtley Beale  | NSW Waratahs | 102    |